# Makhtar N'Diaye
Pour les articles homonymes, voir Ndiaye.
Ne doit pas être confondu avec Amadou Makhtar N'Diaye, footballeur sénégalais
Makhtar N'Diaye, né le 12 décembre 1973 à Diourbel au Sénégal, est un joueur sénégalais de basket-ball. N'Diaye mesure 2,08 m et joue au poste d'ailier fort.

## Biographie
Ndiaye est le premier joueur de basket-ball sénégalais à jouer en NBA.
Il joue avec l'équipe du Sénégal de basket-ball.
Makhtar Ndiaye participe au Championnat du monde de basket-ball masculin 1998 en Grèce et Mondial 2006 au Japon.

## Clubs successifs
- 1994 - 1995 :  Wolverines du Michigan (NCAA I)
- 1995 - 1998 :  Tar Heels de la Caroline du Nord (NCAA I)
- 1998 - 1999 :  Grizzlies de Memphis (NBA)
- 1999 - 2000 :  Chorale Roanne Basket (Pro B)
- 2000 - 2001 : 
  -  Besançon (Pro A)
  -  Chorale Roanne Basket (Pro B)
- 2001 - 2002 :  North Charleston Lowgators (NBDL)
- 2002 - 2003 :  Vichy (Pro A)
- 2003 - 2004 :  Chorale Roanne Basket (Pro A)
- 2004 - 2005 : 
  -  Jeanne d'Arc Dijon Bourgogne (Pro A)
  -  Edimes Pavie (Lega Due)
  -  TBB Trier (Basketball-Bundesliga)
- 2005 - 2006 : 
  -  ASVEL Lyon-Villeurbanne (Pro A)
  -  Levallois Sporting Club Basket (Pro B)
- 2006 - 2007 :  Levallois Sporting Club Basket (Pro B)
- 2008 - ???? :  AEK Larnaca (1er division)

## Carrière en équipe du Sénégal
International sénégalais, Makhtar Ndiaye participe au Championnat d’Afrique en 1989 (à Luanda, Angola) où il est le plus jeune joueur du tournoi. Il participe aussi aux championnats 1995 (Alger), 1997 (Dakar, Sénégal), 2003 (Alexandrie, Égypte), 2005 (Alger, Algérie) et 2007 (Angola).
Il participe au championnat du Monde 1998 (Athènes, Grèce) et 2006 au Japon.

## Palmarès
- Médaille d’or au championnat d’Afrique en 1997 (Dakar, Sénégal)
- Médaille d’argent au championnat d’Afrique en 1995 et 2005 (Alger, Algérie)